# Tabanus furunculus
Tabanus furunculus är en tvåvingeart som beskrevs av Samuel Wendell Williston  1901. Tabanus furunculus ingår i släktet Tabanus och familjen bromsar. Inga underarter finns listade i Catalogue of Life.